# ФЭД-Микрон-2
ФЭД-Микрон-2 — советский дальномерный фотоаппарат, разработанный на основе японской камеры «Konica C35». Производился Харьковским производственным машиностроительным объединением «ФЭД» с 1978 по 1986 год. Всего было выпущено около 35 тыс. штук.

## Технические характеристики
Фотоаппарат предназначен для любительской и профессиональной съёмки на чёрно-белую и цветную фотоплёнку типа 135. Размер кадра 24×36 мм. Зарядка фотоплёнкой с стандартной кассете ёмкостью 36 кадров.
Объектив «Индустар-81» (2,8/38) — несъёмный. Фокусировка ручная с помощью дальномера. Диапазон фокусировки от 1 м до бесконечности. Разрешающая способность объектива по центру кадра 50 линий/мм, по краям 18 линий/мм. Резьба под светофильтр 46 мм.
Фотоаппарат «ФЭД-Микрон-2» оснащён центральным залинзовым затвор-диафрагмой. Это значит, что функцию диафрагмы выполняет центральный затвор, при съёмке лепестки затвора отрабатывают не только выдержку в секундах, но и открываются до определённого относительного отверстия. Выдержка в автоматическом режиме — от 1/30 до 1/650 сек. В ручном режиме и при отсутствии источника питания — 1/30 сек. и «В».
Установка светочувствительности фотоплёнки производится кольцом, расположенным на передней поверхности объектива. Значения светочувствительности — 16, 22, 32, 45, 65, 90, 130, 180, 250, 350 ед. ГОСТ(ASA). На передней поверхности оправы объектива размещён сернисто-кадмиевый (CdS) фоторезистор, при применении светофильтров автоматически вносятся поправки на их плотность.
Значения диафрагмы в автоматическом режиме от 2,8 до 14. В ручном режиме могут быть установлены следующие значения: 2.8, 4, 5.6, 8, 11, 16.
Видоискатель оптический, совмещён с дальномером, с подсвеченными кадровыми рамками, параллаксный.
Курковый взвод затвора сблокирован с перемоткой плёнки и счётчиком кадров. Курок имеет два положения — рабочее и транспортное. Имеется блокировка от неполного взвода затвора. При открывании задней крышки счётчик кадров автоматически сбрасывается. Рукоятка обратной перемотки — рулетка.
Источник питания автоматической экспонометрии — дисковый никель-кадмиевый аккумулятор Д-0,06 или ртутно-цинковый элемент РЦ-53 (современный аналог РХ-625). Подходят также дисковые элементы питания напряжением 1,5 В.
Фотоаппарат «ФЭД-Микрон-2» послужил основой при разработке и выпуске фотоаппаратов «ФЭД-Стерео», «ФЭД-35» и «ФЭД-50».
Стоимость фотоаппарата в середине 1980-х годов — 125 рублей.

## Автоматическая съёмка
Фотоаппарат «ФЭД-Микрон-2» — программный автомат. Экспонометрическое устройство в зависимости от установленной светочувствительности фотоплёнки и освещённости объекта фотосъёмки устанавливает сочетание выдержка-диафрагма, которое отрабатывается затвор-диафрагмой.
Минимальному значению освещённости соответствует диафрагма 2,8 и выдержка 1/30, а максимальному — диафрагма 14 и выдержка 1/650 сек. Сочетание выдержка-диафрагма не может быть изменено.
В поле зрения видоискателя видна шкала, стрелка-указатель показывает приблизительное значение выдержки и диафрагмы.
Автоматическая съёмка возможна только при установленном источнике питания. При недостаточном освещении, при отсутствии элемента питания либо при его разряде или неправильной установке автоматическая съёмка невозможна (в видоискателе стрелка-указатель экспозиции уходит в красную зону шкалы, кнопка спуска блокируется). При низком заряде элемента питания возможна неправильная работа экспонометра (кадр будет передержан).

## Съёмка с фотовспышкой и в ручном режиме
Синхронизация с электронной фотовспышкой возможна только через центральный синхроконтакт «X». Если фотовспышка не имеет подобного контакта — рекомендуется пользоваться переходниками сторонних производителей. Синхронизация возможна на 1/30 сек, диафрагма устанавливается в зависимости от светочувствительности фотоплёнки, ведущего числа фотовспышки и расстояния до объекта съёмки.
В ручном режиме доступна выдержка только 1/30 сек. при следующих значених диафрагмы: 2,8, 4, 5,6, 8, 11, 16. При установленной длительной выдержке «В» значение диафрагмы будет только 2,8. При съёмке с фотовспышкой и в ручном режиме фотоаппарат сохраняет работоспособность без элемента РЦ-53.

## Галерея

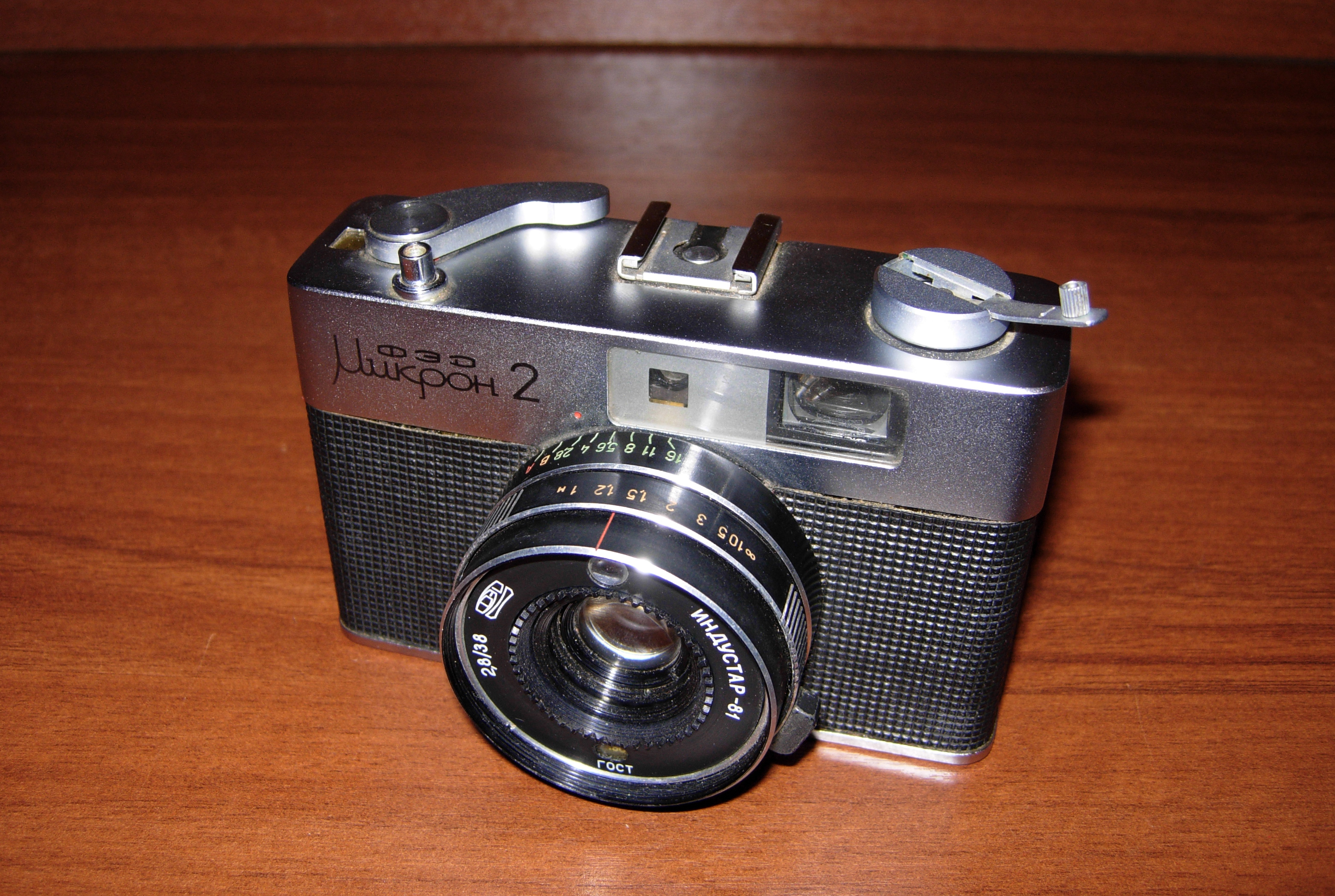
Рукоятка обратной перемотки плёнки откинута
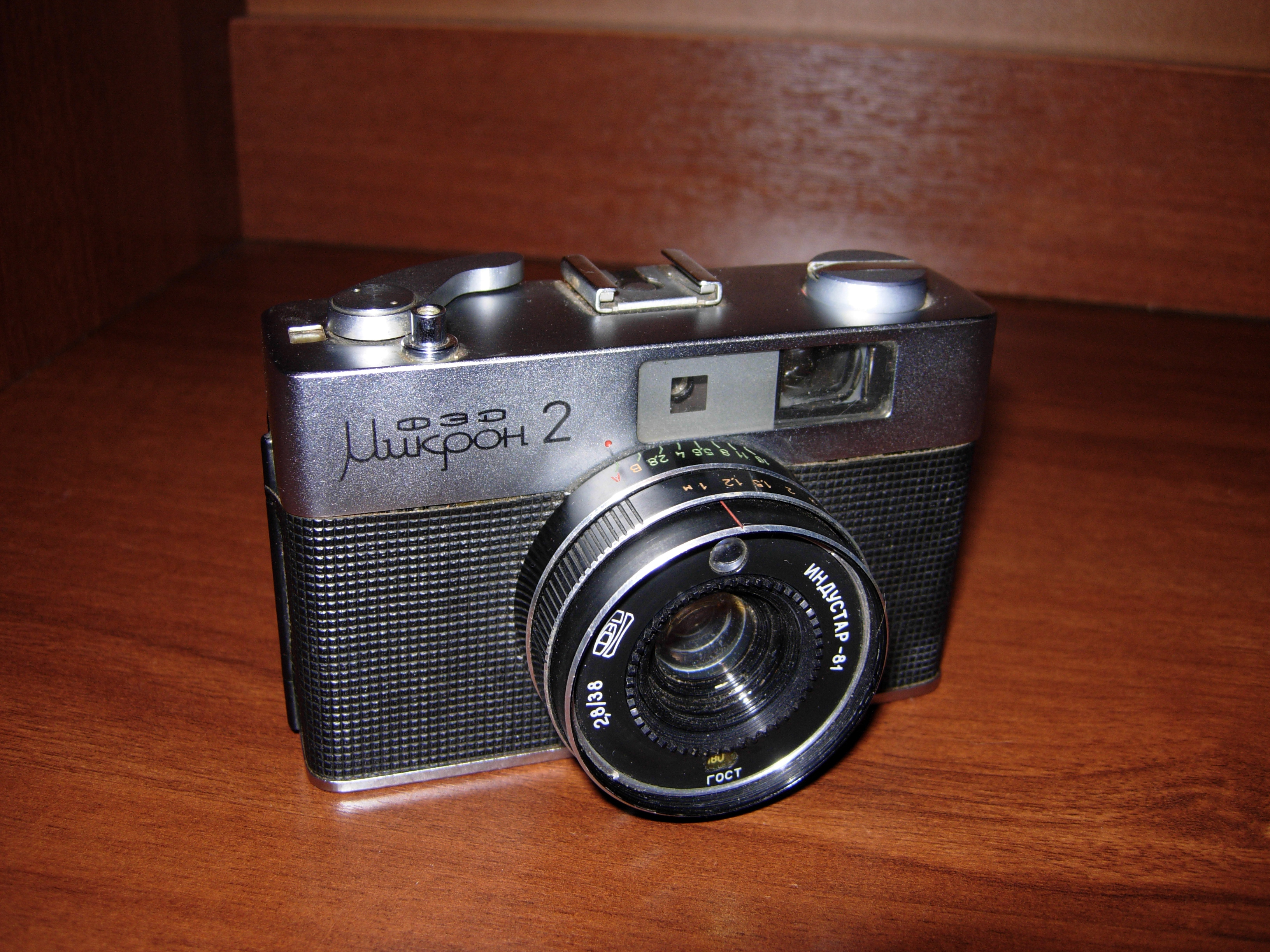
Вид фотоаппарата спереди (выпуск Ia)
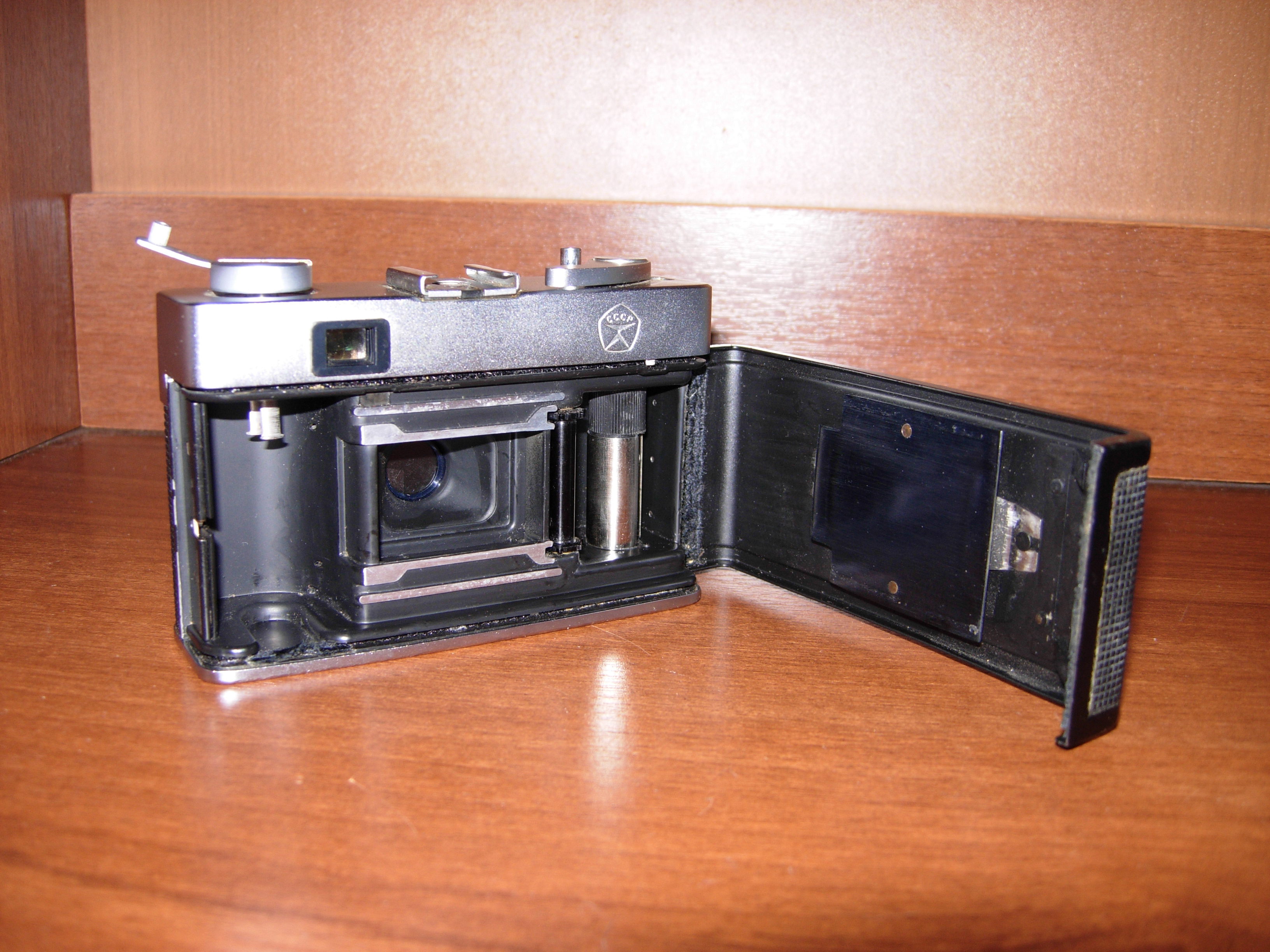
Вид фотоаппарата сзади с открытой крышкой
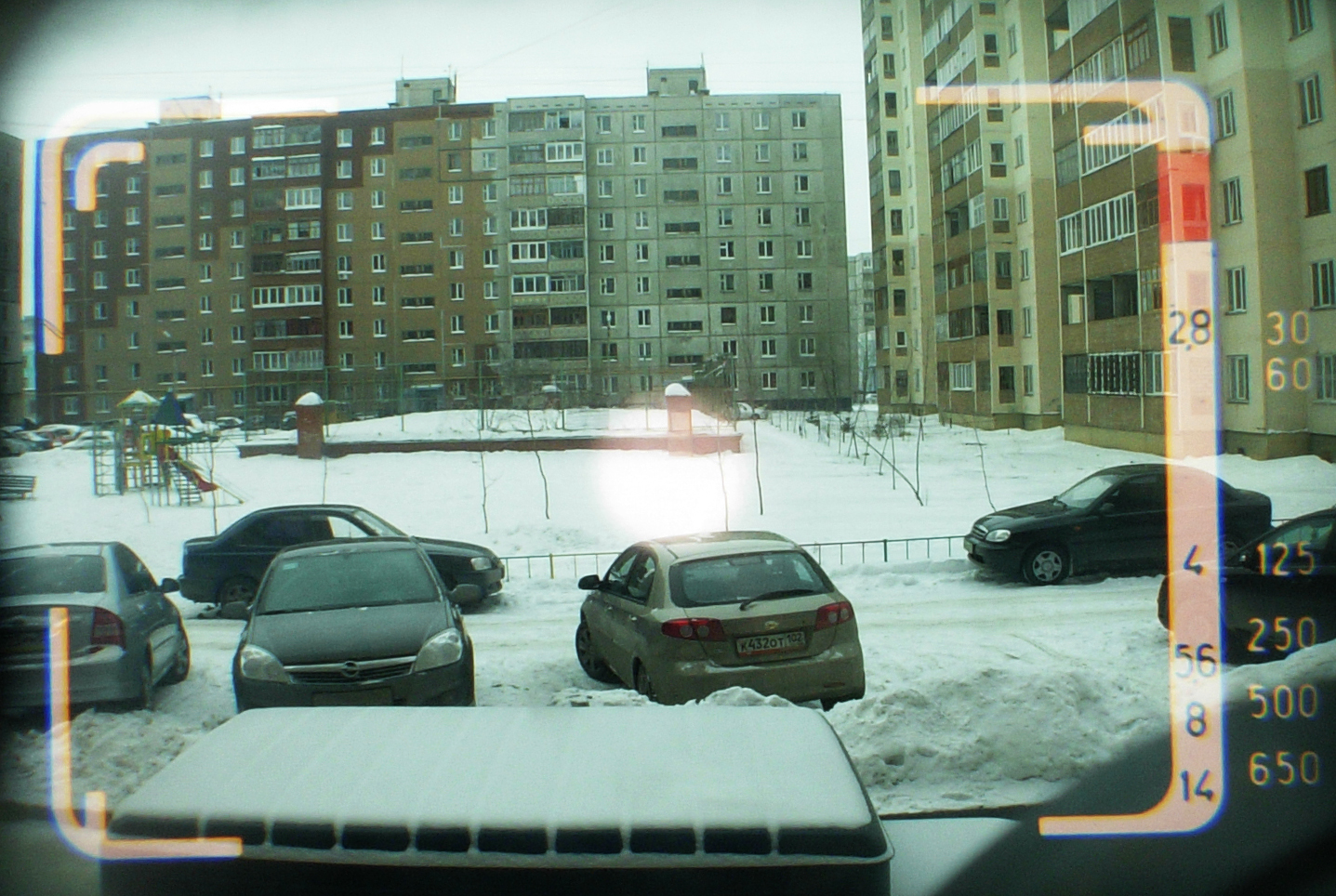
Видоискатель фотоаппарата